# Адлер, Карл-Хайнц
Карл-Хайнц Адлер (нем. Karl-Heinz Adler; 20 июня 1927, Ремтенгрюн — 4 ноября 2018, Дрезден) — немецкий скульптор и художник-концептуалист.

## Жизнь и творчество
Будущий художник родился 20 июня 1927 года в простой, небогатой семье. В 1941—1944 годах он обучается профессии художника-дизайнера по тканям, затем занимается в школе прикладного искусства в Плауэне. В 1947—1953 годах Адлер обучается в западноберлинской Высшей школе изящных искусств и в Высшей художественной школе Дрездена. В 1953 году он оканчивает дрезденскую Школу и вступает в Союз художников ГДР. В 1955 Адлер начинает учебную и исследовательскую деятельность в области архитектуры и строительства при Дрезденском техническом университете. В 1957 он посещает Пабло Пикассо в его керамической мастерской в городке Валлорис (Южная Франция). В 1957—1958 годах художник создаёт серии конструктивистских коллажей, представляющих собой слоистые образования из различных геометрических фигур: квадратов, треугольников, ромбов и т. д. С 1960 Адлер является членом группы «Искусство строительства» в Дрездене. В 1961—1966 годах он — художественный руководитель Центрального дома культуры в Лейпциге. Начиная с 1968 года Адлер, совместно с Фридрихом Крахтом, разрабатывает систему создания бетонных блоков по изготовлению фасадов, фонтанов и детских площадок. Эти бетонные составляющие были запущены и производство в 1970 году. В 1979 году Адлеру предлагается профессура в Художественном училище Дюссельдорфа, однако принято это предложение не было. Первая персональная выставка работ К.-Х.Адлера прошла в 1982 году в Дрездене, ей следовала выставка в 1984 году в Мальмё (Швеция). В 1988—1995 годах он занимает профессорскую кафедру в Художественном училище Дюссельдорфа. В 2008 году скульптору присуждается Художественная премия города Дрезден.

## Галерея

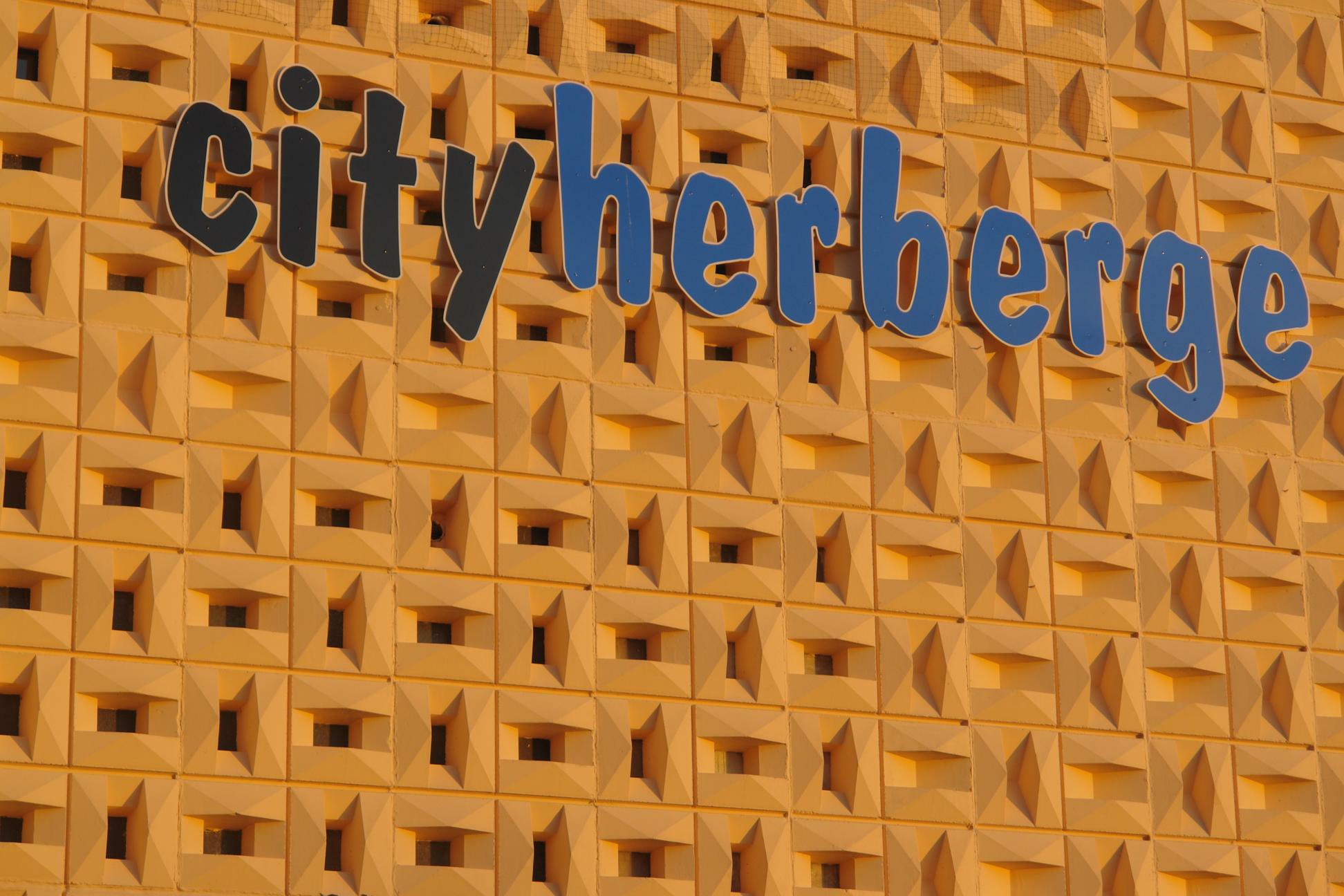
Бетонный фасад здания Роботрон-Электроник в Дрездене
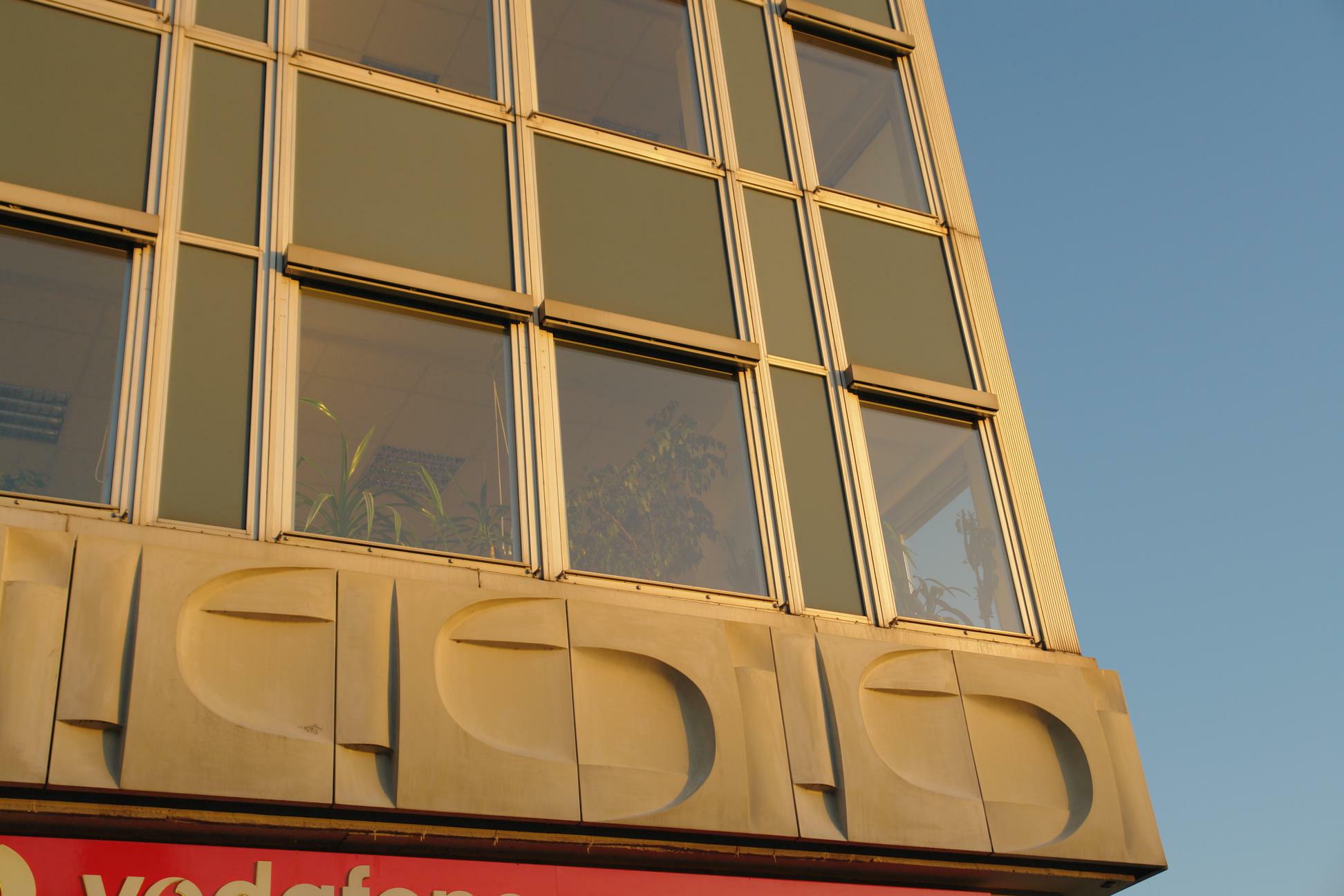
Бетонный фасад здания Роботрон-Электроник в Дрездене
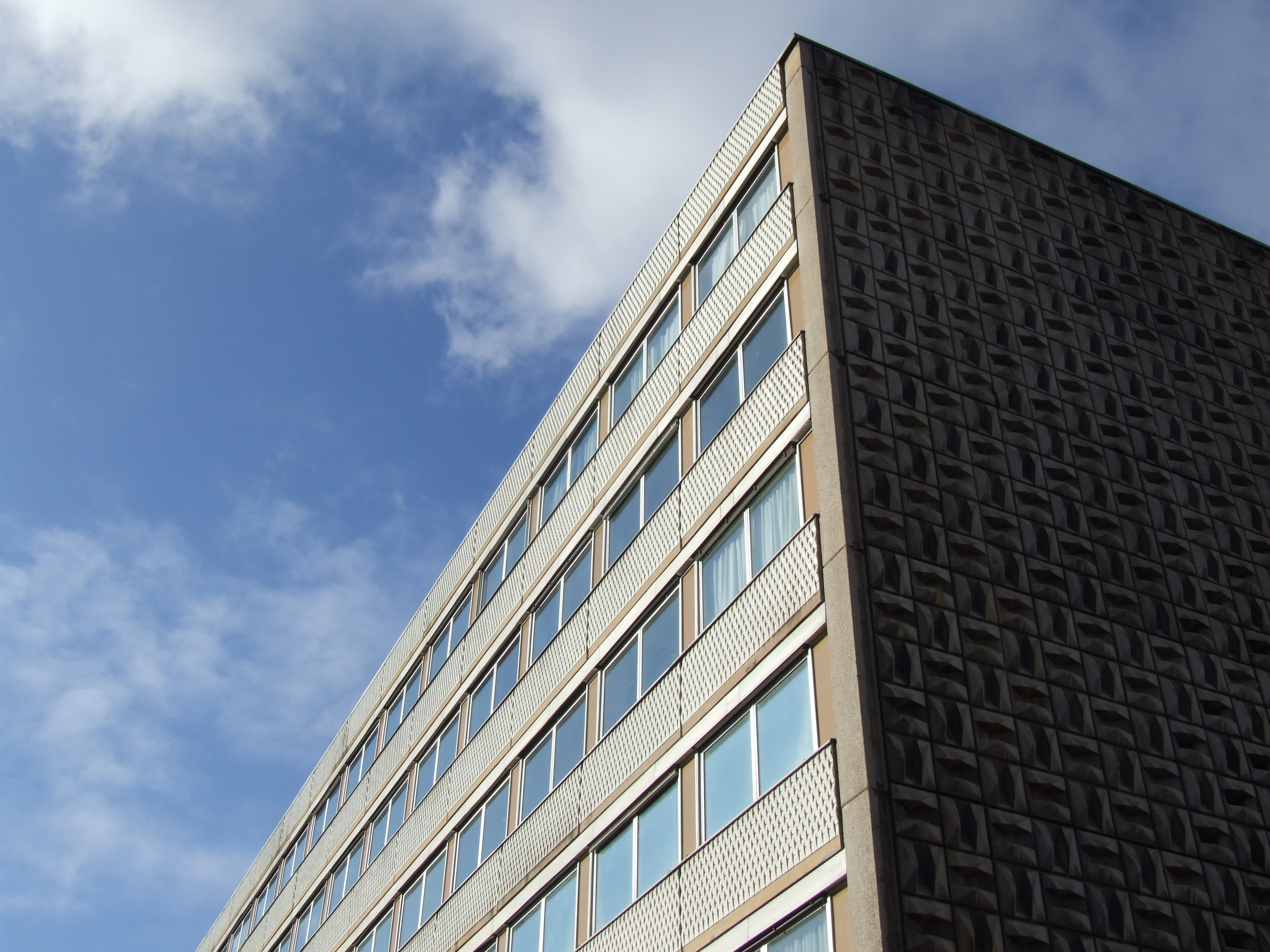
Бетонный фасад здания Роботрон-Электроник в Дрездене